# Bernalda

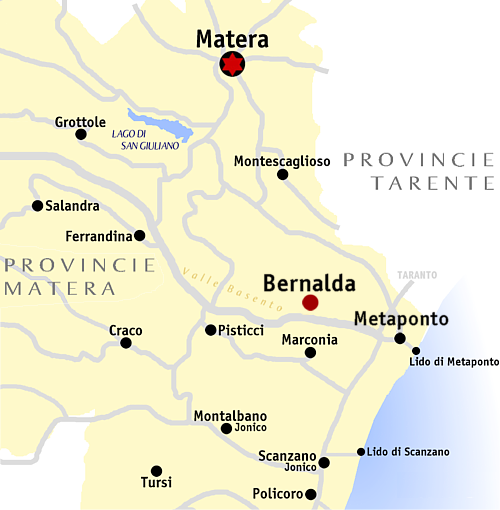
Ligging van Bernalda en Metaponto

Bernalda is een plaats in de Zuid-Italiaanse regio Basilicata (provincie Matera).
De plaats ligt op een hoogvlakte boven het dal van de rivier de Basento. Bernalda is in 1470 gesticht op de ruïnes van een oudere stad, genaamd Camarda. Een belangrijke pijler van de lokale economie is de landbouw die vooral in het Basentodal en op de vlakte bij Metaponto geconcentreerd is. Het toerisme is ook een belangrijke bron van inkomsten, naast het archeologisch park van Metaponto wordt ook het Lido van deze plaats drukbezocht.
Tot de gemeente Bernalda behoort ook Metaponto dat in de 7e eeuw voor Chr. door de Grieken werd gesticht. Vandaag de dag is er nog veel uit deze periode terug te vinden zoals de resten van vier tempels, een theater en een marktplaats. Metaponto heeft een station aan de spoorlijn Tarente - Reggio Calabria
Aan de kust ligt het Lido di Metaponto dat is uitgegroeid tot een van de belangrijkste badplaatsen aan de Ionische kust.

## Bezienswaardigheden
In Bernalda:
- Kerk "San Bernardino di Siena" uit 1497
- Castello Aragonese

In Metaponto:
- Tavole Palatine
- Museo Archeologico Nazionale di Metaponto